# Hypogrammodes micropis
Hypogrammodes micropis är en fjärilsart som beskrevs av George Francis Hampson 1913. Hypogrammodes micropis ingår i släktet Hypogrammodes och familjen nattflyn. Inga underarter finns listade i Catalogue of Life.